# Познавателна способност
Познавателна способност или когнитивност (на английски: Cognition) – способността на обучаемия да разбира и открива смисъла от извършването на определени дейности като четене, преглед, наблюдение и др. (Наиду, 2003).

## Ключови думи
- памет (на английски: memory)
- решаване на проблеми (на английски: problem solving)
- разсъждение (на английски: reasoning)

## Същност на познавателната способност
Терминът познавателна способност (ПС) е общ термин за означаване на висшите мисловни процеси, с чиято помощ хората придобиват знания, решават проблеми и правят планове за бъдещето.
ПС е зависима от възможността на хората да си представят обекти или събития, които не са налице в даден момент. ПС включват функции като внимание, възприятие, мислене, преценка, вземане на решение, решаване на проблеми, запаметяване и езикови способности.

## Функции на ПС
Една от основните функции на ПС е възможността за групиране на отделни елементи в общи категории, като например „ябълка“ или „стол“. Друг фундаментален аспект на ПС е възможността за разсъждение – процесът, чрез който хората излагат доказателства в подкрепа на своите тези и достигат заключения. Друга важна функция на ПС е решаването на проблеми – намиране на подходящо представяне на проблема, планиране на процеса на решаване на проблема и получаването на решение. Паметта – друга функция на ПС – има решаваща роля при процесите на учене и общуване, както и при формирането на чувство за идентичност.
Функцията на ПС, която най-много отличава човека от животните, е възможността му да общува чрез членоразделен език.